# Petr Jančařík
Petr Jančařík (* 1. ledna 1952 v Plzni) je český moderátor a herec.

## Televizní moderátor
Jako moderátor se do povědomí zapsal pořadem Magion vysílaným Českou televizí v letech 1984 až 1996. Dále v televizi moderoval například Studio Rosa a soutěž Tutovka. V roce 2014 působil jako průvodce po českých lázeňských zařízeních v life-stylovém magazínu TV RELAX Švihák lázeňský.

## Rozhlasový moderátor
V Českém rozhlase Plzeň dlouhodobě moderuje zábavnou talk-show Posezení v divadle aneb neočekávaný dýchánek, natáčenou po léta v Divadle Miroslava Horníčka v Plzni, od roku 2014 v Divadle Alfa. Od ledna 2014 do října 2016 byl jedním z moderátorů písničkového pořadu Dvanáct ve dvanáct vysílaného na Dvojce Českého rozhlasu.

## Dabing
Na začátku 90. let se okrajově věnoval také dabingu. Nadaboval několik rolí v animovaných seriálech, jejichž české verze režíroval jeho bratr Tomáš Jančařík.
- 1997 Byl jednou jeden... vynálezce - Petr, vysoký hnědovlasý mladík (v originále mluví Olivier Destrez)
- 1995 Byl jednou jeden... člověk - Petr, vysoký hnědovlasý mladík (v originále Vincent Ropion)
- 1993 Ovocňáčci - banán Báglík (v originále Mochilo, v originále mluví Ramón Puig)

## Rodina
Má jednoho syna – Michal je taktéž moderátorem.